# 형질전환

형질전환(形質轉換, 영어: transformation)은 원래의 세포가 가지고 있던 것과 다른 종류의 유전자가 있는 DNA사슬 조각 또는 플라스미드가 세포들 사이에 침투되어 원래 세포에 존재하던 DNA와 결합, 세포의 유전형질이 변화되는 분자생물학적 현상이다.

## 내용
형질전환은 세균(Bacteria)에서 흔히 관찰되며 인공적인 유전자 조작을 통해 이루어질 수도 있다. 이렇게 자신의 것이 아닌 DNA를 받아들여 형질전환이 일어난 세포를 형질전환 수용세포라 한다. 형질전환된 수용세포는 접합과 형질도입을 통해 새로운 유전형질을 확산시킬 수 있다.

## 역사
형질전환은 1928년 프레더릭 그리피스에 의해 처음으로 관찰되었다. 그는 폐렴쌍구균을 이용한 그리피스 실험을 통해 박테리아 사이에 유전형질이 전환될 수 있음을 밝혔으나 그 원인에 대해서는 알 수 없었다. 1944년 오즈월드 에이버리는 그리피스의 실험을 훨씬 정교하게 통제하여 열처리한 S형 균을 탄수화물, 단백질, DNA로 구분하여 R형 균에 투입하였고, 그 결과 DNA가 형질변환의 원인임을 밝혀내었다.

## 선별
형질전환을 선별하는 방법에는 여러 가지 방법이 있다. 흔히 쓰이는 방법으로는 항체저항성이나 영양요구를 사용하는 방법이 있다. 그리고 복제기술에서 선별을 할때에는 β-galactosidase를 암호화하는 lacZ유전자를 사용하는 blue white screen의 방법이 쓰인다. 또 다른것으로 흔히 쓰이는 방법은 녹색형광단백질(GFP)을 사용하는 방법이 있다.

## 다른 기법과의 차이점
박테리오파지와 같은 바이러스를 매개로 하여 형질전환된 박테리아의 새로운 형질이 다른 박테리아로 옮겨가는 경우에는 형질도입, 또는 형질이입이라 한다. 형질도입은 바이러스가 관여한다는 점에서 형질전환과는 다르다.
형질주입은 진핵세포에 핵산을 주입하는 것을 말한다. 형질전환은 원핵세포에 핵산을 넣는다는 점에서 다르다.

## 같이 보기
- 접합(conjugation)
- 형질도입(transduction)
- 형질주입(transfection)